# George Mallet
 (janvier 2019).
Si vous disposez d'ouvrages ou d'articles de référence ou si vous connaissez des sites web de qualité traitant du thème abordé ici, merci de compléter l'article en donnant les références utiles à sa vérifiabilité et en les liant à la section « Notes et références ».
Sir George Mallet, né le 24 juillet 1923 à Panama et mort le 20 octobre 2010 à Castries, est un homme politique lucien, gouverneur général de Sainte-Lucie de 1996 à 1997.